# Amal Bishara
Amal Bishara (Tarshiha) es una médica israelí de origen árabe.
Directora del Bone Marrow Registry Outreach del Centro Médico Hadash, que está asociado con la Universidad Hebrea de Jerusalén en Israel. Está a cargo del único registro de trasplante de médula ósea en el mundo para donantes árabes no relacionados.
Bishara ha realizado publicaciones y presentaciones internacionalmente en su investigación en inmunogenética, además se ha desempeñado en la Federación Europea de Inmunogenética.

## Infancia y educación
Bishara es de nacionalidad israelí. Nació en Tarshiha cerca de Ma'alot en la región de Galilea.
En 1976 ingresó como integrante del laboratorio de tipificación de tejidos del Centro Médico Hadassah, asociado a la Universidad Hebrea. En esa institución había obtenido un postgrado seguido de un doctorado en microbiología e inmunología.
Después del trabajo postdoctoral en Boston, aceptó una propuesta laboral en el Centro Médico Hadassah en 1988.